# とうきょう (平川地一丁目の曲)
「とうきょう」は、平川地一丁目のデビューシングル。2003年11月6日に発売。